# إدارة الألم أثناء الولادة
يُقصد بـ إدارة الألم أثناء الولادة أو تدبير الألم أثناء الولادة العلاج أو الوقاية من الألم الذي قد تُواجهه المرأة أثناء المخاض والولادة. يَعتمدُ مقدار الألم الذي تشعر به المرأة أثناء المخاض جزئيًا على حجم وموضع طفلها وحجم الحوض وعواطفها وقوة الانقباضات وتوقعاتها. عمليًا؛ يزيدُ التوتر الألم أثناء المخاض، ومع أنَّ غالبية النساء يُصبنَ بالقلق حول كيفية تعاملهنَّ مع آلام المخاض والولادة إلّا أن هذه الأخيرة تختلفُ من سيّدة لأخرى ولا يمكن التنبؤ بتوقع الألم الذي ستعاني منه الحامِل أثناء الولادة.
تُتقنُ بعض النساء عبرَ «أساليب طبيعيّة» تخفيف الآلام؛ في حين تمزجُ نساء أخريات هذهِ «الأساليب الطبيعية» مع الأدوية وبمساعدةٍ من التدخلات الطبية ما يُساعد فعلًا في تخفيف الألم. قد يُساعد بناء نظرة مستقبلية إيجابية على الولادة وإدارة الخوف بعض النساء على التغلب على الألم. الجدير بالذكر هنا أنَّ ألم المخاض ليس مثل الألم بسبب المرض أو الإصابة؛ حيثُ يحدث ألم الولادة بسبب انقباضات الرحم التي تدفع الطفل إلى الأسفل وبمعنى آخر فإن ألم المخاض له هدف على عكسِ باقي أنواع الآلام.

## التجهيز
يُمكن أن يؤثر التحضير أو التجهيز للولادة على مقدار الألم الذي يحدث أثناءَ الولادة. من الممكن أخذ دورة تعليميّة فيما يخصُّ مسائل الولادة؛ والتشاور مع اللاتي سبقَ وأن وضعن أو يُمكن البحث عن إجابات الأسئلة التي يُمكن أن تساعد المرأة في الحصول على المعلومات التي تحتاجها للمساعدة في إدارة الألم. إنَّ التفاعل البسيط مع الأصدقاء والعائلة هو الآخر يمكن أن يخفِّف من المخاوف.

## الولادة والمَاء
ووفقًا للمكتب الأمريكي لصحة المرأة؛ فإنَّ بقاء الحامل في حوضٍ من الماء الدافئ أو ما يُسمَّى بالعلاج المائي يُمكن أن يساعد النساء على الشعور بالدعم الجسدي ويبقيهنَّ في وضعيّة دافئة ومريحة.
قد يُساعد غَمر الماء خلال المرحلة الأولى من المخاض في تقليل الحاجة إلى تسكينِ الألم وربما تَقصُر مدة المخاض؛ ومع ذلك هناك بيانات محدودة تُشير إلى أن غمر الماء خلال المرحلتين الثانية والثالثة من المخاض يُقلِّل بشكلٍ كبيرٍ من الحاجة إلى استعمال الدواء فيما بعد.
أعربت الأكاديمية الأمريكية لطب الأطفال عن قلقها بشأن التوليد في الماء وذلك بسببِ قلِّة الدراسات التي تُبيِّن سلامة المرأة وبسبب احتمال حدوث مضاعفات نادرة تمَّ الإبلاغ عنها.

## الطرق الغير دوائية للسيطرة على الألم
هناك عددٌ من الطرق الغير دوائيّة والتي تُساعد النساء على الاسترخاء وجعل الألم أكثر قابلية للإدارة. وجدت دراسة حديثة أن الغمر بالماء والاسترخاء والوخز بالإبر هي طرقٌ قد تُخفِّف من آلام الولادة. بشكلٍ عامٍ؛ هذه بعض الطرق التي تُساعد في تخفيف تلكَ الآلام:
- تقنيات التنفس البطني والاسترخاء.[1][5]
  - قد يكونُ الاسترخاء مفيدٌ في الحدِّ من مخاطر الولادات المهبلية
- التدليك[2]
  - يمكن استخدام أنواع كثيرة من التدليك خلال مراحل مختلفة من المخاض؛ حيثُ أن تقنيات التدليك باللمس قد تُساعد في إطلاق الأوكسيتوسين مما قد يساعد في تحفيز الانقباضات وتسهيل توسّع عنق الرحم كما أن هناك أنواعٌ مختلفة من التدليك قد تُساعد أيضا في تهدئة وتشتيت آلام المخاض.[6]
- استخدام الكمَّادات الدافئة أو الباردة في أسفل الظهر والمسح بمنشفة على الجبين
  - إن استخدام الكمادات الدافئة خاصّة في منطقة أسفل الظهر بينما يكونُ عنق الرحم متوسعًا قد يساعد في تخفيف الألم خلال المرحلة الأولى من المخاض وربما يساعد في تقليل طول المخاض نفسه لكن الأدلة الداعمة لهذه الفرضبّة محدودة.
- استخدام كرة الولادة
  - بدأ استخدامُ كرة الولادة لأول مرة في الثمانينات وتُستخدم بشكلٍ أفضل خلال المرحلة الأولى من المخاض. تشير الدلائل إلى أن استخدام كرة الولادة يمكن أن يُخفِّفَ الألم عن طريقِ توفير التحفيز اللطيف للمنطقة أثناء توسع عنق الرحم.[7]
- الاستماع إلى الموسيقى
  - على الرغم من أن هناك أدلة قليلة تدعم فكرة الإنصات للموسيقى كوسيلة فعالة في تخفيف الألم؛ إلا أنها قد توفر على الأقل الهاء وتُساعد في جعل تجربة الولادة أكثر إيجابية.
- الرعاية المستمرة للحامل من قِبل أفراد أسرتها وموظفي المستشفى.[8]
  - عادةً ما يُقدِّم مُرَافِقُ المرأة الحامل – سواءً أكان زوجها أو أحد أفراد أسرتها – دعمًا إيجابيًا وتهيء بيئة مناسبة تُؤدِّي إلى تجربة ميلاد أكثر إيجابية.[9]
- تغيير وضعيات الولادة أثناء المخاض (الوقوف، الجلوس، المشي، إلخ)
- الاستحمام الدافئ
- الوخز بالإبر
- التنويم المغناطيسي
- الارتجاع البيولوجي
- العلاج العِطري
- التحفيز الكهربائي للعصب عبد الجلد

## الطرق الدوائية للسيطرة على الألم
يُحاول الأطباء، الممرضات الممارسات، مساعدي الأطباء، الممرضات والقابلات التخفيف من ألم المرأة عند كلّ ولادة وذلك من خلال اللجوء إلى أحدِ طرق تخفيف الآلام التي ستعملُ بشكلٍ جيدٍ على الأرجح عند إعطائها من قبلِ طبيب مدرب ذو خبرة. يُمكن للأطباء أيضًا استخدام طرق مختلفة لتخفيف الآلام في مراحل مختلفة من المخاض؛ ومع ذلك لا تتوفر جميع الخيارات في كل مستشفى ومركز ولادة كما قد تختلفُ الطريقة المتبعة في تخفيف الألم من سيّدة لأخرى اعتمادًا على التاريخ الصحي للأم والأمراض التي تُعاني منها وهكذا.

### المواد الأفيونية
هناك العديد من الطرق لتخفيفِ الألم أثناء المخاض. تُعدّ الأفيونيات نوعًا من المُسكِّنات التي تُستخدم أثناءَ الولادة للمساعدة في تخفيف الألم، حيثُ يمكن حقنها مباشرة في العضلات أو وضعها في الوريد. قد تُسبِّب هذه الأدوية آثارًا جانبيّة غير مرغوب فيها مثل النعاس أو الحكة أو الغثيان أو القيء. يُمكن لجميع المواد الأفيونية عبور المشيمة وقد تؤثر بشكلٍ سيئ على الطفل من خلال التسبّبِ في مشاكل في معدل ضربات القلب أو التنفس أو وظائف المخ. لهذا السبب؛ لا يتمُّ إعطاء المواد الأفيونية عند اقتراب الوضع ومع ذلك؛ يُمكن أن تكون هذه المواد مفيدةٌ في المخاض المبكر لأنها يمكن أن تساعد في تخفيف الألم ولكنها لا تُضعف القدرة على الحركة أو الدفع. هناك العديد من الأشياء التي يجب مراعاتها عند اتخاذ قرارِ استخدام المواد الأفيونية أثناء الولادة؛ وينبغي مناقشة هذه الخيارات بالإضافة إلى المخاطر والفوائد في مرحلةٍ مبكرةٍ من المخاض مع أخصائي طبي مُدرَّب.

### إعطاء فوق الجافية والتخدير النخاعي

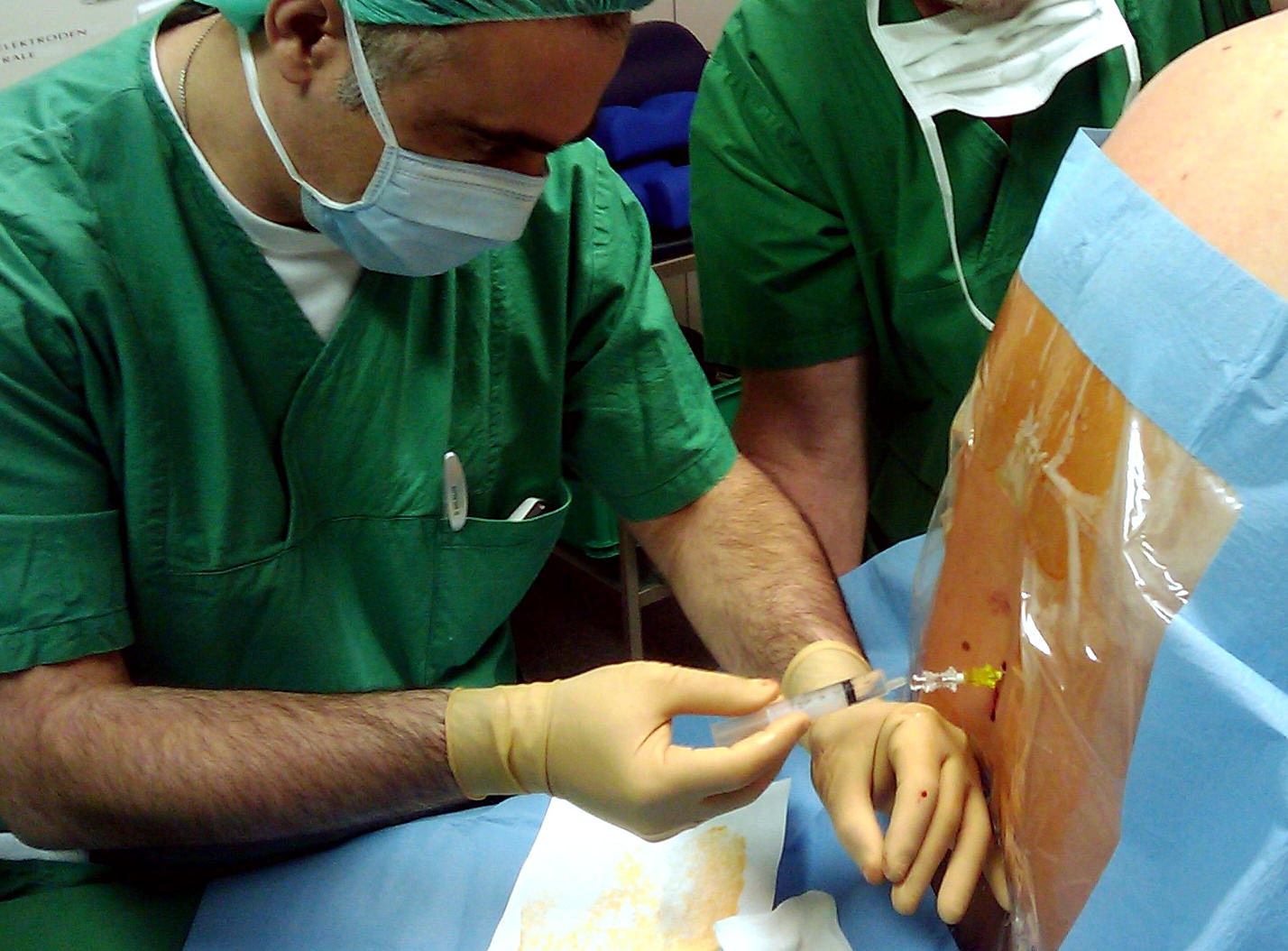
حقن دواءٍ مخدرٍ في العمود الفقري.

إعطاء فوق الجافية هو إجراءٌ يتضمَّنُ وضع أنبوبٍ (القسطرة) في أسفل الظهر وبالضبطِ في مساحة صغيرة تحت النخاع الشوكي. يُمكن إعطاء جرعات صغيرة من الدواء من خلال الأنبوب حسب الحاجة طوال المخاض. يَسمحُ إعطاء فوق الجافية والتخدير النخاعي لمعظم النساء باليقظة والتنبؤ بألمٍ ضئيلٍ للغاية أثناء المخاض والولادة. في وضعيّة إعطاء فوق الجافية؛ يبدأُ تخفيف الألم بعد 10 إلى 20 دقيقة من إعطاء الدواء كما يُمكن ضبط درجة الشعور بالخدر أمَّا في التخدير النخاعي فإنَّ تخفيف الألم يبدأُ على الفور لكنه يستمر من ساعة إلى ساعتين فقط.
على الرغم من أن الحركة ممكنة في مثل هذه الحالات؛ إلا أنَّ المشي قد يكونُ صعبًا وربما غير ممكنًا في حالةِ ما كان الدواء يؤثر على وظيفة الحركة. يمكن أن تُخفِّض إعطاء فوق الجافية ضغط الدم مما قد يُبطِّئ من نبضات قلب الطفل لذا يتمُّ إعطاء بعض السوائل لتقليل هذا الخطر ومع ذلك فقد تُسبِّب هذه السوائل هي الأخرى ارتعاشًا أما إذا تم ثُقب غطاء النخاع الشوكي بواسطة القسطرة فقد يَحدث صداعٌ سيئ كما يُمكن حدوث ألمٍ في الظهرِ لبضعة أيام بعد الولادة. الجدير بالذكر هنا أن إعطاء فوق الجافية قد يُطيل المرحلتينِ الأولى والثانية من المخاض أما إذا أُعطيت في وقتٍ متأخرٍ من المخاض أو إذا تم استخدام الكثيرِ من الأدوية فقد يكون من الصعب الدفع عندما يحين وقت خروج الطفل فضلًا عن إعطاء فوق الجافية قد يزيدُ من خطر الولادة المهبلية.

### التخدير الفرجي
يقومُ الطبيب بحقنِ الأدوية المُخدِّرة في المهبل والعصب الفرجي الذي يتواجدُ في الجزءِ السفليّ الفرج. لا يتم استخدامُ طريقة التحكم بالألم هذه إلا في وقتٍ متأخرٍ من المخاض؛ وعادةً ما يتم ذلك قبل خروج رأس الطفل. في حالة التخدير الفرحي؛ قد تشعرُ المرأة ببعضِ الألم كونها تبقى مستيقظة وواعية بل في حالة تأهب من أجلِ البدء في دفعِ الطفل إلى الخارج كما أن للتخدير الفرجي عددٌ من الإيجابيات لعلَّ أبرزها عدم تأثر الطفل بهذا الدواء وقلّة إن لم يكن انعدام آثاره غير المرغوبِ فيها.

### استنشاق مُسكِّنات الألم
هناك شكلٌ آخرٌ من أشكال تخفيف الألم الدوائي المتاحة للأمهات ألا وهوَ استنشاق أكسيد النيتروز الذي يُعدُّ مُسكّنًا استنشاقيًا يُستخدم في علاج الألم أثناء الولادة منذ أواخر القرن التاسع عشر الميلادي. يَشيع استخدام المسكنات المُستَنشَقة في المملكة المتحدة وفنلندا وأستراليا وسنغافورة ونيوزيلندا وتكتسب شعبيةً في الولايات المتحدة.
على الرغم من أن طريقة التحكم في الألم هذه لا تُخفِّف من الألم بقدرِ ما تفعل طريقة إعطاء فوق الجافية؛ إلا أن هناك العديد من الفوائد لهذا الطريقة بما فيها الثمن المنخفض نوعًا ما لأكسيد النيتروز والذي يمكن استخدامه بأمانٍ في أي مرحلة من مراحل المخاض كما أنّه – أي الأكسيد – مفيدٌ للنساء اللائي يرغبنَ في تخفيفِ الألم بشكلٍ طفيفٍ مع الحفاظ على الحركة وباقي الحواس. من المفيد أيضًا في المخاض المُبكِّر استخدام هذه الطريقة جنبًا إلى جنب مع طرق الألم غير الدوائية الأخرى مثلَ ما يُعرف باسمِ الولادة المائية. المُلاحظ في طريقة استنشاق مسكنات الألم هوَ إدارة الغاز المُستنشَق بشكلٍ ذاتي بحيث تتحكم الأم بشكلٍ كاملٍ في كمية الغاز التي ترغب في استنشاقها في أيّ وقت.
لدى أكسيد النيتروز فائدة إضافية تتمثل في آثارهِ الجانبية المحدودة؛ ومع ذلك فقد تُعاني بعض الأمهات من بعض الدوخة أو الغثيان أو القيء أو النعاس ويُمكن الحدّ من استخدام الجرعات الدوائيّة كل ما كانت الأعراض أكثر قوّة. يُصبح أكسيد النيتروز ساري المفعول بسرعة؛ ولكنه يدوم لفترة قصيرة من الوقت لذا تضطّر السيدة إلى تثبيت القناع على وجهها للاستفادة من آثار التسكين. هناك تأثيرٌ ضئيلٌ للغاية لهذه الطريقة على الطفل على اعتبار أنه يتمّ التوقف من أخذ مسكنات الألم الغازية بمجرد أن يبدأ الرضيع في التنفس. لا تُشير الدلائل إلى أي عوامل خطرٍ في استخدام غاز أكسيد النيتروز على عكس الطرق الأخرى لإدارة الألم سواء غير الدوائي أو الدوائي بينما هناك أدلة محدودة لتحديدِ ما إذا كان هناك أي مخاطر مهنية على مقدمي الرعاية الصحية المرتبطة عندَ استخدام أكسيد النيتروز.

## إدارة الألم بعد الولادة
ألم العجان بعد الولادة له آثارٌ سلبية فورية وطويلة الأجل على النساء وأطفالهنَّ. يُمكن أن تتداخل هذه الآثار مع الرضاعة الطبيعية ورعاية الرضيع. تتمُّ إدارة الألم الناجم عن مواقع الحقن وبضع الفرج من خلال التقييم المتكرر لحالة الأم؛ حيثُ يُمكن أن يأتي الألم من التمزقات المحتملة والشقوق وانقباضات الرحم والتهاب الحلمات ويُمكن التعامل مع كل هذا من خِلال الأدوية المناسبة.